# Gennadi Henkin
Gennadi Markovich Henkin (en russe : Геннадий Маркович Хенкин, né le 26 octobre 1942 à Moscou, mort le 19 janvier 2016 à Paris) est un mathématicien  russe.

## Biographie
Henkin étudie à l'université d'État de Moscou, où il est diplômé de la faculté de mécanique et mathématiques en 1964. Il obtient son doctorat Cadidat nauk en 1967 Nonisomorphism of certain spaces of functions of different numbers of variables sous la supervision d'Anatoli Vitushkin et son habilitation (titre de docteur russe) en 1973 avec un mémoire d'habilitation intitulé Integral representations in some problems of function in several complex variables. À partir de 1973, il est chercheur principal à l'Institut central de mathématiques économiques (CEMI) de l'Académie des sciences de Russie. À partir de 1991, il est professeur à l'université Pierre-et-Marie-Curie (Paris VI) jusqu'à son éméritat en 2011.

## Recherche
Il a travaillé en analyse complexe (en particulier les représentations intégrales en plusieurs variables complexes), en analyse fonctionnelle, en économie mathématique, les équations d'évolution, la géométrie intégrale et les problèmes inverses (avec des applications en sismologie et dans d'autres sciences).

## Distinctions
En 1983, il est conférencier invité au Congrès international des mathématiciens à Varsovie avec une conférence intitulée Tangent Cauchy-Riemann equations and the Yang-Mills, Higgs and Dirac fields. En 1992, il partage avec Victor Polterovich (en) le prix Kondratiev d'économie mathématique de l'Académie russe des sciences pour des travaux sur la dynamique schumpétérienne et la théorie des ondes non linéaires. En 2011, il reçoit le prix Stefan-Bergman pour « des contributions fondamentales à la théorie des fonctions sur les variétés complexes, les représentations intégrales en plusieurs variables complexes et les équations multidimensionnelles de Cauchy-Riemann »

## Publications (sélection)
- 1997 —  Evgeni M. Chirka, Pierre Dolbeault, Gennadi M. Henkin et Anatoli G. Vitushkin, Introduction to Complex Analysis, Springer-Verlag, 1997 (ISBN 978-3-540-63005-0) — réimpression de l'édition de 1990.
- 1988 —  avec Jürgen Leiterer, Andreotti-Grauert theory by integral formulas, Akademie Verlag Birkhäuser, 1988 (présentation en ligne)[5].

- 2018 —  avec Polyakov, Peter L., « Explicit Hodge decomposition on Riemann surfaces », Math. Z., vol. 289, nos 1-2,‎ 2018, p. 711-728 (zbMATH 1394.30025).
- 1995 —  « The Abel-Radon transform and several complex variables », Annals of Mathematics Studies, Princeton University Press, no 137,‎ 1995, p. 223–275 (présentation en ligne).
- 1987 —  avec  R. G. Novikov, « The ∂¯-equation in the multidimensional inverse scattering problem », Russ. Math. Surv., vol. 42, no 3,‎ 1987, p. 109-180 (zbMATH 0674.35085) — Traduction de Uspekhi Mat. Nauk 42, n° 3(255), 93-152.
- 1985 —  « Method of Integral Representations in Complex Analysis », dans Encyclopaedia of Mathematical Sciences, vol. 7 :  Several Complex Variables I, Moscou, VINITI, Springer, 1985, 1990, pp. 23-124, springer, 1990, p. 19–116.
- 1984 —  avec  R. A. Airapetyan, « Integral representations of differential forms on Cauchy-Riemann manifolds and the theory of CR functions », Uspekhi Mat. Nauk, vol. 39,‎ 1984, p. 39–106
- 1981 —  avec S. G. Gindikin, « The Penrose transform and complex integral geometry », Itogi Nauki i Tekhniki. Seriya Sovremennye Problemy Matematiki., vol. 17,‎ 1981, p. 57–111
- 1975 —  avec  E. M. Chirka, « Boundary properties of holomorphic functions of several complex variables », Itogi Nauki i Tekhniki. Seriya Sovremennye Problemy Matematiki., vol. 4,‎ 1975, p. 13–142
- 1971 —  avec  B. S. Mityagin, « Linear problems of complex analysis », Uspekhi Mat. Nauka, vol. 26,‎ 1971, p. 93–152
- 1967 —  avec A. G. Vitushkin, « Linear superpositions of functions », Uspekhi Mat. Nauka (Russ., Math. Surveys),, vol. 22,‎ 1967, p. 77–124

## Nécrologies
- Christer O. Kiselman, « Gennadi Henkin (1942-2016). Some memories », Bulletinen Svenska matematikersamfundets Medlemsblad,‎ 2016, p. 37–44 (lire en ligne)
- Henri Skoda, « Gennadi Henkin in memoriam », sur imj-prg.fr (consulté le 3 avril 2022).